# Vermetoidea
Super-famille
Les Vermetoidea sont une super-famille de mollusques gastéropodes de l'ordre des Littorinimorpha. 

## Liste des familles et sous-familles
Selon World Register of Marine Species (7 novembre 2020) :
- † famille Sakarahellidae Bandel, 2006 -- 1 genre
- famille Vermetidae Rafinesque, 1815 -- 15 genres

## Galerie

Thylacodes arenarius (Vermetidae).